# San Isidro Apango
San Isidro Apango är en ort i Mexiko.   Den ligger i kommunen San Pedro Pochutla och delstaten Oaxaca, i den sydöstra delen av landet, 500 km sydost om huvudstaden Mexico City. San Isidro Apango ligger 208 meter över havet och antalet invånare är 1 030.
Terrängen runt San Isidro Apango är platt åt sydost, men åt nordväst är den kuperad. Runt San Isidro Apango är det ganska tätbefolkat, med 86 invånare per kvadratkilometer. Närmaste större samhälle är Santa María Huatulco, 4,8 km nordost om San Isidro Apango. I omgivningarna runt San Isidro Apango växer huvudsakligen savannskog.